# Пенобетон
Пенобетон — ячеистый бетон, имеющий пористую структуру за счёт замкнутых пор (пузырьков) по всему объёму, получаемый в результате затвердевания раствора, состоящего из цемента, песка, воды и пенообразователя. Пенобетон образуется путем добавления пенообразователя в бетонную смесь, создавая закрытые поры. Производится простым перемешиванием и заливкой в формы.
Газобетон формируется химически, при реакции алюминиевого порошка с известью выделяется водород, образующий открытые поры. Изготавливается автоклавным методом, придавая материалу большую прочность и однородность..
В пенобетоне часть пор создается пенообразующими добавками. Прочность пенобетона зависит от объёмного веса, вида и свойств исходных материалов, а также от режимов тепловлажностной обработки (ТВО) и влажности бетона. Ячеистый бетон изготавливается на цементном вяжущем, поэтому он продолжает набирать прочность ещё длительное время. Исследования конструкций из неавтоклавных ячеистых бетонов после эксплуатации показали, что они не только пригодны для дальнейшей эксплуатации, но и увеличивают свою прочность в 3—4 раза по сравнению с марочной. Введение комплексных добавок повышает прочность пенобетона, снижает водопотребность и усадку при высыхании, повышает водо- и морозостойкость, снижает равновесную влажность и эксплуатационную теплопроводность.

## Использование пенобетона
Пенобетон занял доминирующее положение на рынке теплоизоляционных строительных материалов из-за своей низкой теплопроводности. Из него возводят внешние стены зданий, домов. При этом для межкомнатных/межквартирных перегородок он ограниченно пригоден ввиду своих низких звукоизоляционных свойств (из-за низкой плотности).
Пенобетон используется:
- в классическом строительстве домов
- в монолитном домостроении
- для тепло- и звукоизоляции стен, крыш, полов, плит, перекрытий. Такой пенобетон называют монолитным.

Пеноблок — это строительный блок, получаемый из пенобетона.
Этот материал, получивший широкое распространение в последние годы, на самом деле известен ещё с XIX века. Можно сказать, что пенобетон в данный момент переживает «второе рождение».
Еще одной особенностью пенобетона является то, что технология производства достаточно простая и не требует большого вложения капитала. Хотя в некотором роде, это минус, потому что на рынке существует очень много кустарных производств, где качество пенобетона оставляет желать лучшего.
Монолитный пенобетон  - наносится прямо на объекте с помощью специального оборудования. Раствор готовится на месте, затем заливается в заранее установленную опалубку. После высыхания получается готовая конструкция — прочная, легкая и отлично сохраняющая тепло. Среди основных преимуществ: простота монтажа, низкая нагрузка на фундамент, отличная теплоизоляция, отсутствие швов и высокая скорость строительства.

## Свойства
Прочность пенобетона
Прочность и теплопроводность пенобетона
| Марка плотности пенобетона | Прочность кг/см² | Теплопроводность Вт/(м·К) |
| -------------------------- | ---------------- | ------------------------- |
| 200                        | 5                | 0,05                      |
| 300                        | 6                | 0,08                      |
| 350                        | 7,7              | 0,09                      |
| 400                        | 9,0              | 0,10                      |
| 500                        | 13,0             | 0,12                      |
| 600                        | 16,0             | 0,14                      |
| 700                        | 24,0             | 0,18                      |
| 800                        | 27,0             | 0,21                      |
| 900                        | 35,0             | 0,24                      |
| 1000                       | 50,0             | 0,29                      |
| 1100                       | 64,0             | 0,34                      |
| 1200                       | 90,0             | 0,38                      |

| Марки бетона                     | Средняя плотность                        |
| -------------------------------- | ---------------------------------------- |
| Теплоизоляционный                | D200, D250, D300, D350, D400, D450, D500 |
| Конструкционно-теплоизоляционный | D500, D600, D700, D800, D900             |
| Конструкционный                  | D800, D900, D1000                        |

## Достоинства
Благодаря пористой структуре пенобетон имеет ряд преимуществ:
- Он обладает высокими теплоизоляционными свойствами, несравнимо лучшими, чем обычный бетон. По термическому сопротивлению пенобетон близок к дереву (коэффициент теплопроводности пенобетона D600 равен теплопроводности сосны: λ=0,14 Вт/М*К), но уступает, например, пенопласту, минеральной вате или пеностеклу.
- Пенобетонное изделие имеет меньшую по сравнению с бетонным массу, что снижает расходы на транспортировку, кладку и обработку. Кроме того, масса сооружения получается меньшей, в результате можно сэкономить, используя более дешёвый фундамент.
- Пенобетон по простоте обработки сравним с деревом: он легко пилится, сверлится, гвоздится.
- Экологическая чистота аналогична бетону. При производстве пеноблока используются только цемент, песок, вода и пенообразователь.
- Пенобетон выдерживает одностороннее воздействие огня минимум 3 часа, в среднем — 5 часов.
- На производство пенобетонного изделия (блок, плита, кирпич) требуется в 2—4 раза меньше цемента (по причине меньшей плотности — часть объёма занимают пустоты), чем для обычного бетона.
- Пенобетон имеет закрытую ячейку в отличии от газобетона в  котором образуются открытые поры.

## История возникновения и применения
В XIX веке строители подмешивали бычью кровь в цементно-известковый раствор, и белок крови, реагируя с раствором, образовывал пену. Тогда, ввиду сложности получения большого количества пенообразователя, пенобетон не получил распространения.
В 30-х годах XX века, случайно добавив «мыльный корень» в цементный раствор, пенобетон «открыли» заново, но широкого распространения он снова не получил. Тогда сыграли свою роль общая нестабильность в мире, Вторая мировая война, а также низкая стоимость энергоносителей в послевоенные годы.
В 60—70-е годы пенобетон применялся в СССР, но, в основном, это был автоклавный пенобетон. Было построено несколько заводов по производству автоклавного пенобетона, но в силу номенклатурных причин и опять-таки невысоких цен на энергоносители внутри СССР преимущества пенобетона перед железобетоном были неочевидны, что привело к очередному «забвению» пенобетона.
В 90-е годы XX века бурный рост цен на энергоносители и развитие строительной отрасли привели строителей вновь к открытию «нового хорошо забытого старого» сначала в Европе, а к концу 90х-началу XXI века и в России.
В настоящий момент производство и предложение пенобетона отстаёт от нарастающего лавинообразно спроса на него.
Чаще всего пенобетон применяется в виде пенобетонных блоков, или «пеноблоков», также существуют технологии монолитной заливки сверхлёгкого пенобетона в качестве утеплителя.

## Изготовление пенобетона
На сегодняшний день наибольшее распространение получили три метода
производства пенобетона.
1. Классический. По этому методу сначала готовят цементное тесто или цементно-песчаный раствор, а затем в него добавляют специально приготовленную пену из пеногенератора. Раствор в бетоносмесителе смешивается с пеной, и получается пенобетонная смесь, которая при последующем твердении образует пенобетон. Этот способ можно назвать наиболее отработанным и надежным. Для данного метода обычно используются органические пенообразователи, смесители с улучшенным смешением компонентов и специальные пеногенераторы.
2. Сухая минерализация. По этому методу пенобетонная смесь получается при совмещении сухих компонентов с низкократной пеной, непрерывно подаваемой пеногенератором. При этом образуется устойчивая пенобетонная смесь с малым количеством свободной воды. На поверхности пенных пузырьков оседают мелкие частицы твердой фазы. Высокая насыщенность ПАВ поверхности раздела «воздушная пора — дисперсионная среда» предопределяет формирование гладкой глянцевой поверхности стенок пор. Такой метод зачастую используется при непрерывной технологии производства пенобетона. Для данного метода используется пенообразователь СДО, пеногенераторы и специальные смесители.
3. Баротехнология. По этому методу пенобетон получается под избыточным давлением смеси всех сырьевых компонентов. В баросмеситель сначала заливается вода с пенообразователем, потом подаются все компоненты. После этого в баросмеситель компрессором нагнетается воздух, создавая давление внутри. Пенобетонная смесь, полученная в пенобаробетоносмесителе, под давлением транспортируется из смесителя к месту укладки в формы или монолитную конструкцию. Для данного метода используются синтетические пенообразователи и специальные бароустановки.[4][5]